# Legend of Glory
Legend of Glory (LoG) foi um MOBA (acrônimo em inglês para Multiplayer Online Battle Arena) desenvolvido pela NetDragon e publicado pela Stark Interactive. O jogo, foi o primeiro do gênero no mundo que pode ser jogado diretamente de um navegador e era opcional o jogador a fazer o download de um cliente, requerendo apenas a instalação de um plug-in de acesso às funções do mouse.
O jogo era free to play (grátis para jogar), um sistema que permite a qualquer pessoa jogar sem pagar nada, mas contém itens que podem ser adquiridos com dinheiro real.
Legend of Glory foi anúnciado pela primeira vez em novembro de 2014, abriu sua fase beta em 10 de fevereiro de 2015 e foi lançado oficialmente no Brasil em 30 de março de 2015.

## Mapas

### Vale dos Heróis
O Vale dos Heróis segue o estilo do mapa clássico de um MOBA e é espelhado diagonalmente, possuindo três rotas, rodeadas pela selva, que conectam as bases das duas facções que ajudam os heróis em suas batalhas ao longo de um ciclo de dia e noite.
Cada rota possui 3 torres e uma barraca, que devem ser destruídos antes de chegar às duas torres que protegem o altar inimigo. A selva, que fica do redor as rotas, é repleta de monstros, sendo que alguns deles dão bônus poderosos para todo o time e outros apenas para o jogador que os abater.

### Floresta das Sombras
A Floresta das Sombras segue o estilo ARAM (All Random All Mid), onde dois times de 5 jogadores se enfrentam com heróis aleatórios em uma única rota, atravessando uma floresta sombria que te leva até o Altar inimigo.
Cada base na Floresta das Sombras possui 2 torres protegendo o seu altar, uma barraca, uma torre que protege a barraca e uma outra torre na rota.

## Heróis
Assim como em Dota 2, os Heróis em Legend of Glory são separados em três categorias: Força, Agilidade e Inteligência.
Essas categorias também são os atributos principais de cada Herói e definem quais são suas forças e fraquezas. Atualmente existem mais de 50 heróis disponíveis no jogo, que podem ser adquiridos de diversas formas, seja com Moedas, Diamantes ou em eventos específicos. Novos heróis tem sido acrescentados ao jogo com o passar do tempo.	

### Força
Heróis que têm Força como atributo principal tem vantagens em Vida e Regeneração de Vida, sendo o melhor tipo de heróis para fazer Tanques e lutadores corpo-a-corpo. Cada ponto adicional de força aumenta 19 de Vida e aumenta 0,03 de Regeneração de Vida por segundo.

### Agilidade
Heróis que têm Agilidade como atributo principal tem vantagens em Velocidade e Velocidade de Ataque, tornando-se o melhor tipo de heróis para fazer Assassinos. Cada ponto adicional de agilidade aumenta 1% da Velocidade de Ataque e a cada 7 pontos aumenta-se 1 ponto de Defesa.

### Inteligência
Heróis que têm Inteligência como atributo principal tem vantagens na força de suas skills. São muito poderosos, podem atacar à distância, mas possuem pouca vida. Cada ponto adicional de inteligência aumenta 19 de Mana e aumenta 0,05 de Regeneração de Mana por segundo.

## Requisitos
Os requisitos mínimos para jogar são um CPU igual ou superior a um Athlon 1600+, 256 MB de RAM e uma placa de vídeo dedicada de 128 MB. Os requisitos recomendados são um CPU Intel Core 2 Duo E5200, 1GB de memória RAM e uma placa de vídeo dedicada de 512 MB.